# Streethawk: A Seduction
Streethawk: A Seduction – czwarty album kanadyjskiego singera-songwritera Dana Bejara wydany pod pseudonimem Destroyer. Płytę opublikowało początkowo w Misra Records i Talitres Records w 2001, a w 2010 pojawiła się reedycja nakładem Merge Records.
Album kontynuuje formę poprzednich wydawnictw Destroyera, zbierając eklektyczne, indierockowe piosenki z gitarą, basem, perkusją i pianinem z autorskimi tekstami twórcy, zaśpiewanymi z egzaltacją i manierą. Płyta otrzymała zdecydowanie pozytywne recenzje od krytyków, m.in. za niebanalne teksty i nagromadzenie niespodziewanych hooków. Znalazła się na 79. miejscu listy najlepszych płyt dekady Porcysa.

## Lista utworów
1. "Streethawk I" – 2:25
2. "The Bad Arts" – 7:01
3. "Beggars Might Ride" – 2:45
4. "The Sublimation Hour" – 4:11
5. "English Music" – 3:34
6. "Virgin with a Memory" – 2:40
7. "The Very Modern Dance" – 3:13
8. "The Crossover" – 5:03
9. "Helena" – 3:45
10. "Farrar, Straus and Giroux (Sea of Tears)" – 3:47
11. "Strike" – 2:58
12. "Streethawk II" – 2:29

## Personel
- Geoff Albores	- fotografia
- Derek Almstead - mastering
- Daniel Bejar - gitara akustyczna, gitara elektryczna, perkusja, fortepian, syntezator, wokal
- Rob Carmichael - design, okłaska
- John Collins - gitara basowa, perkusja
- JC/DC	- producent muzyczny
- Scott Morgan - bębny
- Stephen Wood - gitara elektryczna
- Jason Zumpano	- organy, fortepian